# Wrczak
Wrczak (lub Vrčak, cyryl. Врчак, właśc. Rade Wrczakowski lub Vrčakovski, cyryl. Раде Врчаковски, wym. [ˈraːdɛ vrˈtʃakɔfski]; ur. 17 listopada 1980 w Skopju) – macedoński wokalista.

## Życiorys
Kształcił się w kierunku pracy medycznej, później zmienił swoje plany i postanowił zostać wokalistą. W 2001 roku wraz z Adrianą Janewską zajął trzecie miejsce podczas festiwalu Makfest. Ten sam rezultat osiągnął cztery lata później, w duecie z Robertem Bilibowem. W 2006 roku z pomocą Tamary Todevskiej udało mu się wygrać festiwal. Wrczak wydał dwa albumy: Kako da pobegnam od se (1999) i Wo twoeto srce (2006). Jest współtwórcą utworu Ninanajna, zaprezentowanego podczas Eurowizji 2006.

## Dyskografia
- Како да побегнам од сe (1999)
- Во твоето срце (2006)